# Švařec II
Švařec II je přírodní památka poblíž obce Koroužné v okrese Žďár nad Sázavou v nadmořské výšce 415–490 metrů. Oblast spravuje Krajský úřad Kraje Vysočina.
Důvodem ochrany je uchování přírodovědecky cenného území s výskytem řady chráněných a ohrožených druhů rostlin a živočichů, zejména vlhkomilných: vstavačovité, jalovce (Juniperus), švihlíku krutiklasu (Spiranthes spiralis), z živočichů skokana zeleného (Pelophylax esculentus), ropuchy obecné (Bufo bufo), čolka obecného (Lissotriton vulgaris) a ochrany minerálů – tzv. heřmanovský koulí.

## Fotogalerie

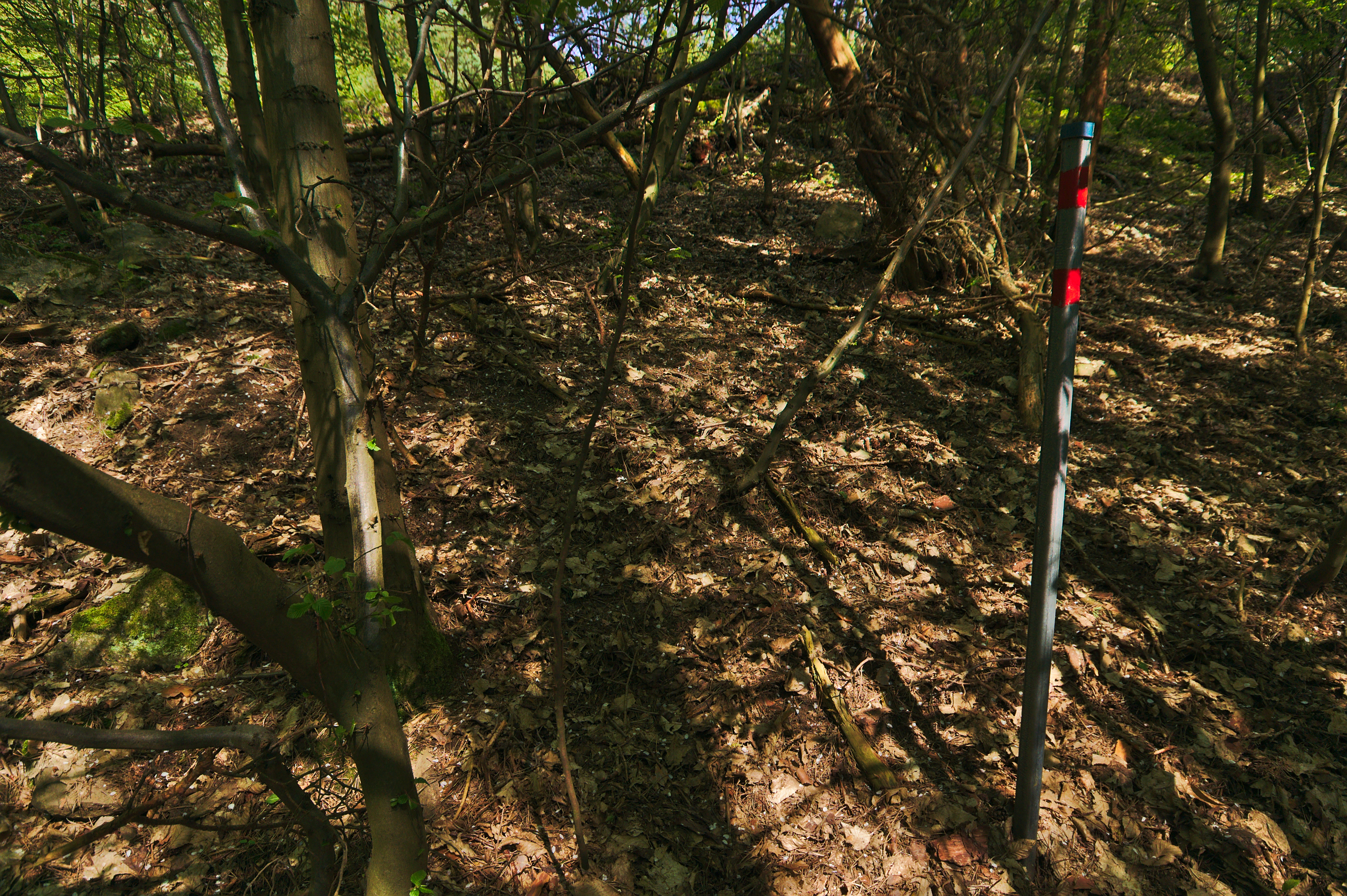
Značení v lese
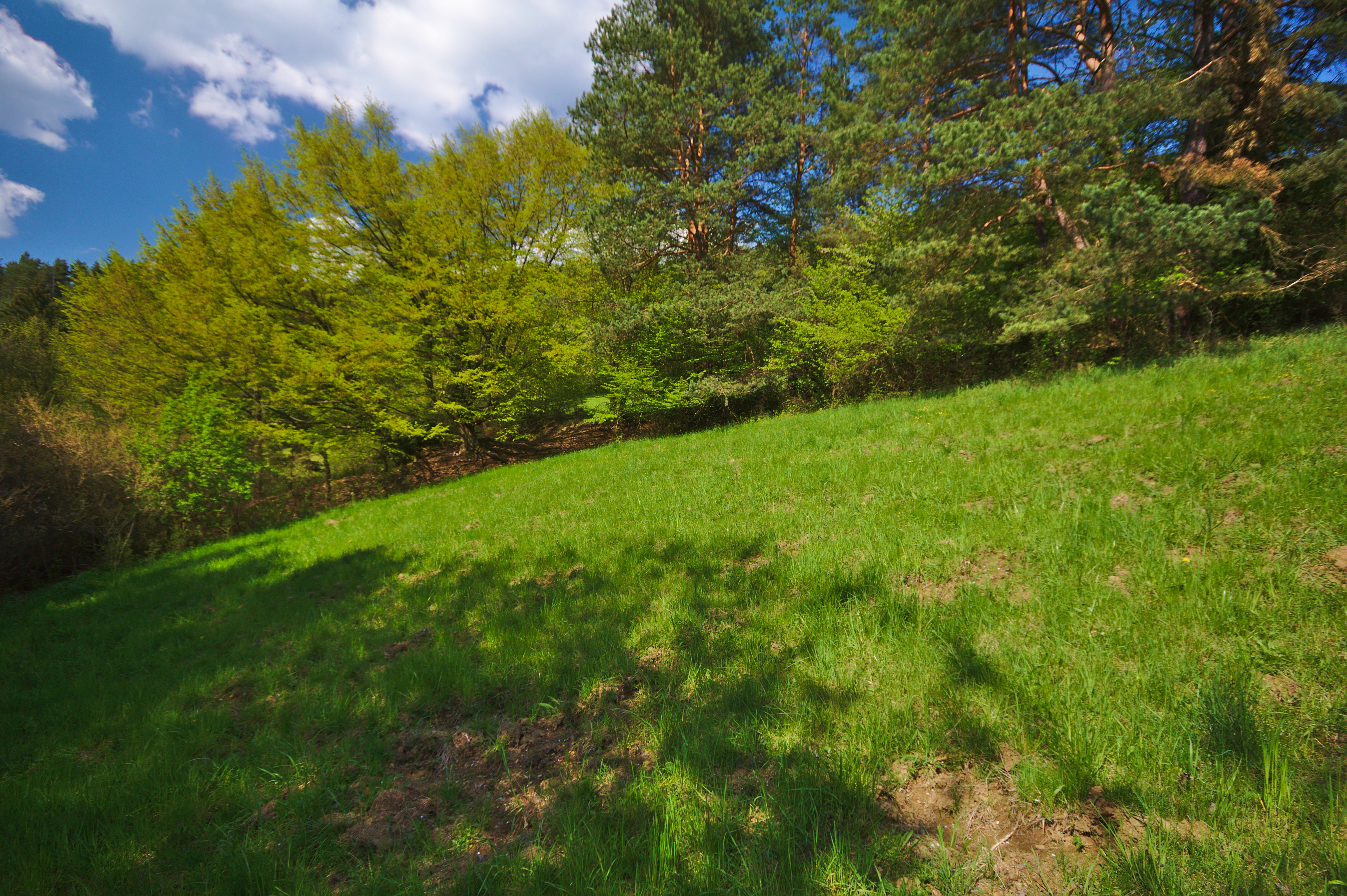
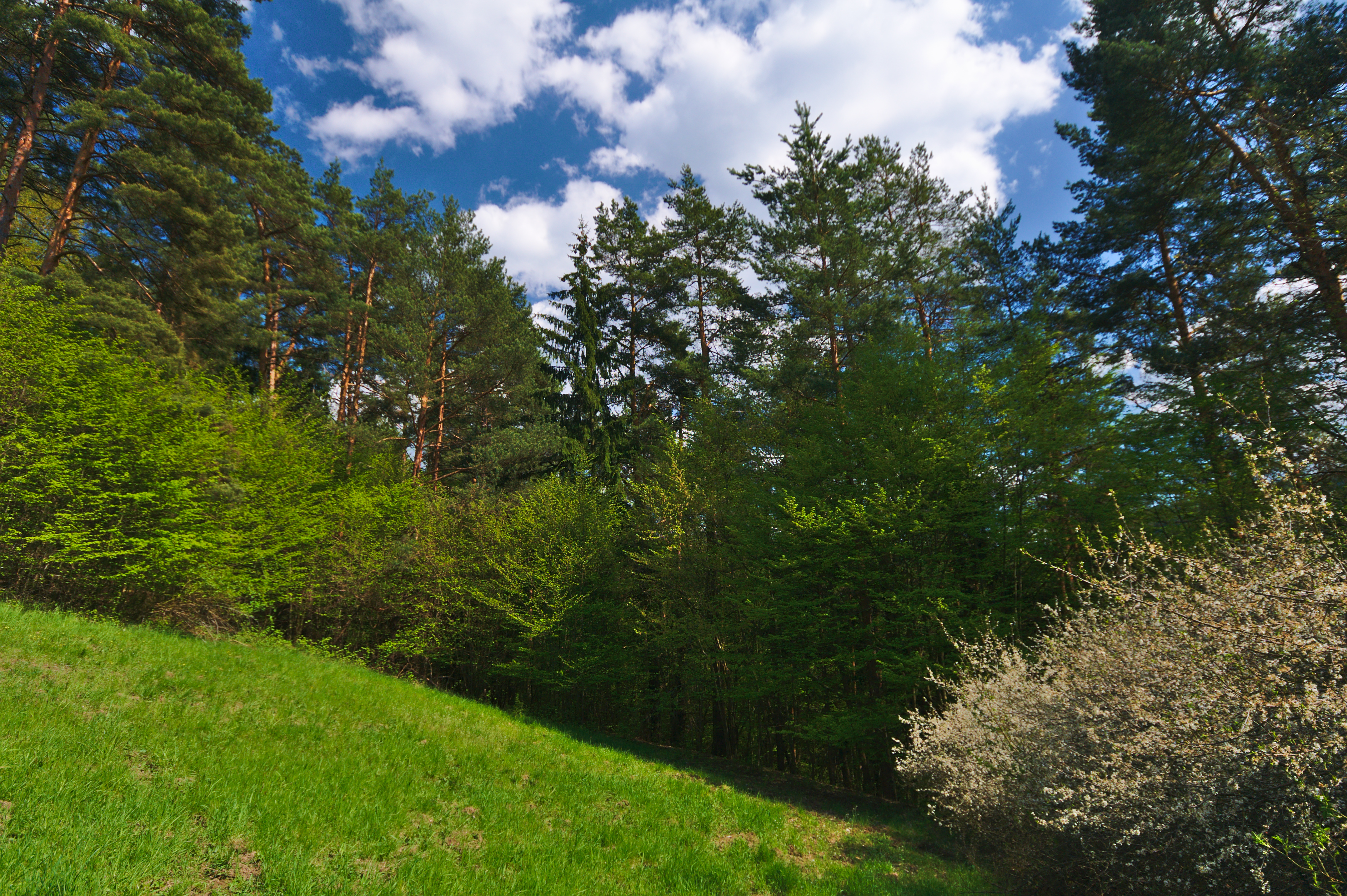